# Vågskvalpet
"Vågskvalpet" kallas den ljudmatta som sändes nattetid i Sveriges Radio P1 tills de 2015 började med nattsändningar.
Vågskvalpet spelades in av Björn Carlsson på Sveriges Radio Gotland vid klapperstensstranden på Buske fiskeläge nära Fridhem 5 km söder om Visby.